# 신준형
신준형은 대한민국의 영화감독, 시나리오작가다.

## 방송
- 비디오 서바이벌 디렉터스 2 (2012) - Top6

## 영화
- 꽃섬 (2001) - 테크니컬 디렉터
- 알 포인트 (2004) - 기획, 현장편집
- 썸 (2004) - 현장편집
- 공공의 적 2 (2005) - 현장편집
- 드라마 코마 (2006) - 극본, 현장편집
- GP506 (2008) - 현장편집
- 복날의 매트릭스 (2012) - 감독, 각본, 편집, 믹싱
- 21 (2012) - 감독, 각본, 믹싱, 편집
- 5분 (2012) - 감독, 각본, 믹싱, 편집
- 나의 반쪽 (2012) - 감독, 감독, 각본, 믹싱, 편집
- 더 파이브 (2013) - 현장편집

## 수상
- 영화진흥위원회 시나리오 공모 애니메이션 최우수상 <철불>